# Eric Götlin
Eric Götlin, född i Vintrosa i Närke 15 september 1744, död i Uppsala 26 februari 1820, var en svensk universitetslärare. 
Götlin disputerade under Johan Ihres presidium på runologiska avhandlingar 1771 och 1773. Han presiderade själv för en avhandling om Birkas läge 1775 och blev docent i de nordiska fornspråken och litteraturerna vid Uppsala universitet 1776. Götlin blev amanuens vid Uppsala universitetsbibliotek 1779, adjunkt i estetik 1787, extra ordinarie professor 1794 med föreläsningsskyldighet i numismatik från 1796 och ordinarie professor i vältalighet och poesi (det vill säga latin) 1806. Numismatiken var hans huvudintresse. Han var prefekt för universitetets mynt- och medaljsamling 1781–1820 och skrev bland annat Historia numophylacii Regiæ Academiæ Upsaliensis (1801–1803), De numis Cuficis Regiæ Academiæ Upsaliensis (1803) och De initiis monetae Svecanæ (1806).